# Hajmaller
Hajmaller (Pangasiidae) er en familie af fisk i malleordenen. De findes i ferskvand og brakvand i det sydlige Asien, fra Pakistan til Borneo. Der er omkring 30 arter i familien, heriblandt den planteædende, truede mekongmalle (Pangasianodon gigas), som er en af de største kendte ferskvandsfisk. Adskillige arter er grundlaget for produktive akvakulturindustrier i Vietnams Mekong-delta.

## Taksonomi og fossiler
Pangasiidae er en monofyletisk gruppe, men flere undersøgelser indikerer at gruppen kunne være en subtakson indlejret i familien Schilbeidae. Derfor fortjener Pangasiidae muligvis ikke fortsat anerkendelse som familie.
To fossile arter er beskrevet, Cetopangasius chaetobranchus fra miocæn og Pangasius indicus fra eocæn. Den rapporterede alder for P. indicus fra eocæn er dog diskutabel, da Sipang Fauna-laget, hvor den findes, aldrig er blevet officielt dateret. Derfor er den tidligste pålidelige fossile datering af hajmaller C. chaetobranchus fra miocæn.

## Beskrivelse
Rygfinnen er placeret langt fremme, tæt på hovedet, og er ofte høj og trekantet, hvilket har givet inspiration til navnet hajmalle. Gatfinnen er forholdsvis lang, med 26–46 stråler. Normalt har de to par skægtråde, voksne mekongmaller har dog kun et par skægtråde. Hajmaller har sammenpressede kroppe og enkelte små fedtfinner.